# Philippe Model
Philippe Model, né en 1956 à Sens, est un créateur français d'accessoires de mode et de chaussures après avoir fait des chapeaux. « Meilleur Artisan de France », il a fondé sa propre marque en 1981.
Philippe Model n'a pas vingt ans lorsqu'il crée pour le grand couturier Claude Montana, mais également Jean Paul Gaultier, Hermès, Lanvin, Issey Miyake et Thierry Mugler.
Il est aussi un décorateur au style réputé très "français", quel que soit le terme que recouvre ce qualificatif. Il a travaillé comme animateur pour la chaîne de télévision française Voyage dans l'émission « Métamorphoses », où il s'est surtout singularisé par son sens très développé de l'harmonie des couleurs et de la dégradation volontaire de surfaces.  

## Publications
- Métamorphoses, Le Chêne, février 2004
- Changer de décors, Le Chêne, mars 2009
- Les Papiers peints, Le Chêne, janvier 2010
- Les Couleurs, Le Chêne, janvier 2010
- Philippe Model fait main, Chapeaux, sacs, ceintures, chaussures, gants, écharpes, Alternatives, octobre 2012 (photographies d'Antoine Rozès)

avec Christine Ferber :
- La cuisine des fées, Le Chêne, novembre 2005
- La Cuisine d'Alice au pays des merveilles, Le Chêne, mars 2010

## Sources
- Bio figurant en quatrième de couverture de "Changer de Décor" par Philippe Model
- Interview de Philippe Model par l'animateur de Bains de Minuit Thierry Ardisson le 4 décembre 1987, disponible sur le site de l'Institut audiovisuel français.
- « Philippe Model maître de l'illusion »,  article paru dans le news magazine français L'Express le 05/04/2004.